# Brucepattersonius misionensis
El hocicudo enano misionero (Brucepattersonius misionensis) es una especie de roedor del género Brucepattersonius de la familia Cricetidae. Habita en el nordeste del Cono Sur de Sudamérica.

## Taxonomía
Esta especie fue descrita originalmente en el año 2000 por los mastozoólogos estadounidenses Michael A. Mares y Janet K. Braun.
Localidad tipo
La localidad tipo referida es: cruce de la ruta provincial 21 y el arroyo Oveja Negra, departamento Guaraní, provincia de Misiones, nordeste de la Argentina. Se localiza dentro de un área protegida, la reserva de la biosfera Yabotí, y a 2 kilómetros al oeste del parque provincial Moconá.
Esta especie es conocida sólo de un único ejemplar, el que resultara asignado como holotipo, el cual se recogió bajo un tronco en la pendiente cercana al arroyo.
Etimología
El término específico es un topónimo que refiere a la región donde fue colectado el tipo, la provincia de Misiones.

## Conservación
Según la organización internacional dedicada a la conservación de los recursos naturales Unión Internacional para la Conservación de la Naturaleza (IUCN), al haber muy poca información sobre su distribución, población total y sus requisitos ecológicos, la clasificó como una especie con: “Datos insuficientes” en su obra: Lista Roja de Especies Amenazadas.